# Гес
Гес (нід. Gees) — село в нідерландській провінції Дренте. Входить до муніципалітету Куворден.
Його площа становить 12,72 км², а населення станом на 2021 рік складало 615 осіб.
Перша згадка про населений пункт датується 1207 роком.